# FMK-3衝鋒鎗
FMK-3是一款由阿根廷武器製造商國營兵工廠於1974年研製及生產的擊發調變及反沖作用操作式冲锋枪，发射9×19公釐帕拉貝倫手枪子彈。直到1991年，為阿根廷軍隊生產了約30,000枝該衝鋒槍。

## 研發歷史
1950年代，屬於阿根廷國營兵工廠總局的旗下之一的多明戈·馬特烏輕武器兵工廠（Fábrica Militar de Armas Portables Domingo Matheu，簡稱：FMAP DM）收購了通常被稱為“黃油槍”的美國M3A1衝鋒槍的生產權來發展本土版本，這種阿根廷版本發射9×19公釐帕拉貝倫手枪子彈，而非原槍型發射的.45 ACP手槍子彈。阿根廷國營兵工廠總局推出了兩個版本，簡稱PAM 1和PAM 2，在彈匣座後面分別沒有和具有一個類似握把式保險的保險槓桿。
1970年代初期，FMAP DM決定改變設計，使用包絡式槍機以縮短武器尺寸和將彈匣裝在手槍握把。這個概念是在1946年中期由瓦茨拉夫·霍萊克所設計成，並藉以大大減少武器的尺寸。他從CZ 23／25推廣了該槍機的設計，而在這以後包絡式槍機也被以色列烏茲衝鋒槍、美国英格拉姆MAC-10衝鋒槍和西班牙恆星Z-84衝鋒槍。於是由此誕生了PA-3 DM，也就是後來被稱為的FMK-3。
乍眼一看，FMK-3可能與烏茲衝鋒槍有所關聯。這枝阿根廷衝鋒槍發射9×19公釐帕拉貝倫手槍子彈，手槍握把內藏彈匣，握把頂部的快慢機，以及位於握把背部、必需保持按壓才可發射握把式保險。手槍握把的上方是內裝有槍管、槍機和复進簧的上機匣。
在第一個系列中，FMK推出了三種不同槍托的版本：一件式塑料固定槍托、木製固定槍托和可伸縮式钢絲槍托。上機匣的左側為拉機柄的位置，這還具有滑動式防塵蓋以防止有異物入口進入武器的內部，導致武器故障。在同一側只是稍後的位置是槍背帶環。在早期版本中，前一種類似於烏茲衝鋒槍，儘管它仍然是被緊扣及轉入護罩以內以保持著槍管於機匣以內。在機匣以上瞄準裝置是：前方由護環包覆保護的柱狀準星和後方的「Ｌ」型風偏可調的翻轉式視線，並具有50和100米的瞄準具位置。全部藉由側部護翼所保護。拋殼口尺寸較小，位於上機匣的右側。
不同於其他同類型衝鋒槍，FMK-3的保險、切斷裝置和自動阻鐵都位於握把後方。在這種方式之中，扳機的上方僅具有射擊選擇器機構和手動保險。保險選擇器具有設於左側的機翼型操縱桿，具有三個位置：從上至下為“S”（保險）、“R”（半自動）和“A”（全自動）。
作為附加的保險，FMK-3具有握把式保險，在以下的方式中發揮作用：如果武器並非正確地握持，保險會將槍機上鎖。因此若果沒有壓下保險，即使該槍已經可以準備射擊，準備閉鎖的槍機仍會受阻而無法擊發武器。此外，如上面所提到的是，當槍機處於靜止狀態、空膛室與裝填彈藥的彈匣以下，握把式保險防止武器因墜下而擦槍走火。因此，它是一枝在任何條件以下攜帶都非常安全的武器。

## 衍生型

### FMK-3
主要的衍生型，特徵是具有可伸縮式钢絲槍托。最近亦已經生產了固定槍托版本，可以藉由兩個插腳裝上槍上。FMK-3也被改裝為裝上MIL-STD-1913戰術導軌的版本。

### FMK-4
很少被發現的衍生型，裝有類似於HK G3所使用的固定聚合物製槍托。

### FMK-5
FMK-5是FMK-3的民用市場型號，只有半自動射擊功能的版本。

## 使用國
- 阿根廷
  - 阿根廷軍隊
- 乌拉圭
  - 烏拉圭軍隊

## 資料來源
1. ↑  Gander, Terry J.; Hogg, Ian V. Jane's Infantry Weapons 1995/1996. Jane's Information Group; 21 edition (May 1995). ISBN 978-0-7106-1241-0.
2. ↑   (PDF). www.fas.org.   [29 August 2007]. （原始内容存档 (PDF)于2012-10-23）.

## 外部連結
- （英文）—Modern Firearms—FMK-3（页面存档备份，存于）
- （英文）—Weapon.ge—Fabricaciones Militares FMK-3（页面存档备份，存于）
- （英文）—weaponsystems.net—FMK-3（页面存档备份，存于）
- （英文）—Military, Security and Civilian Guns—PA3(DM) / FMK-3 Mod 2 Submachine Gun
- （简体中文）—D Boy Gun World（槍炮世界）—FMK-3冲锋枪（页面存档备份，存于）